# Tavastlands oxväg

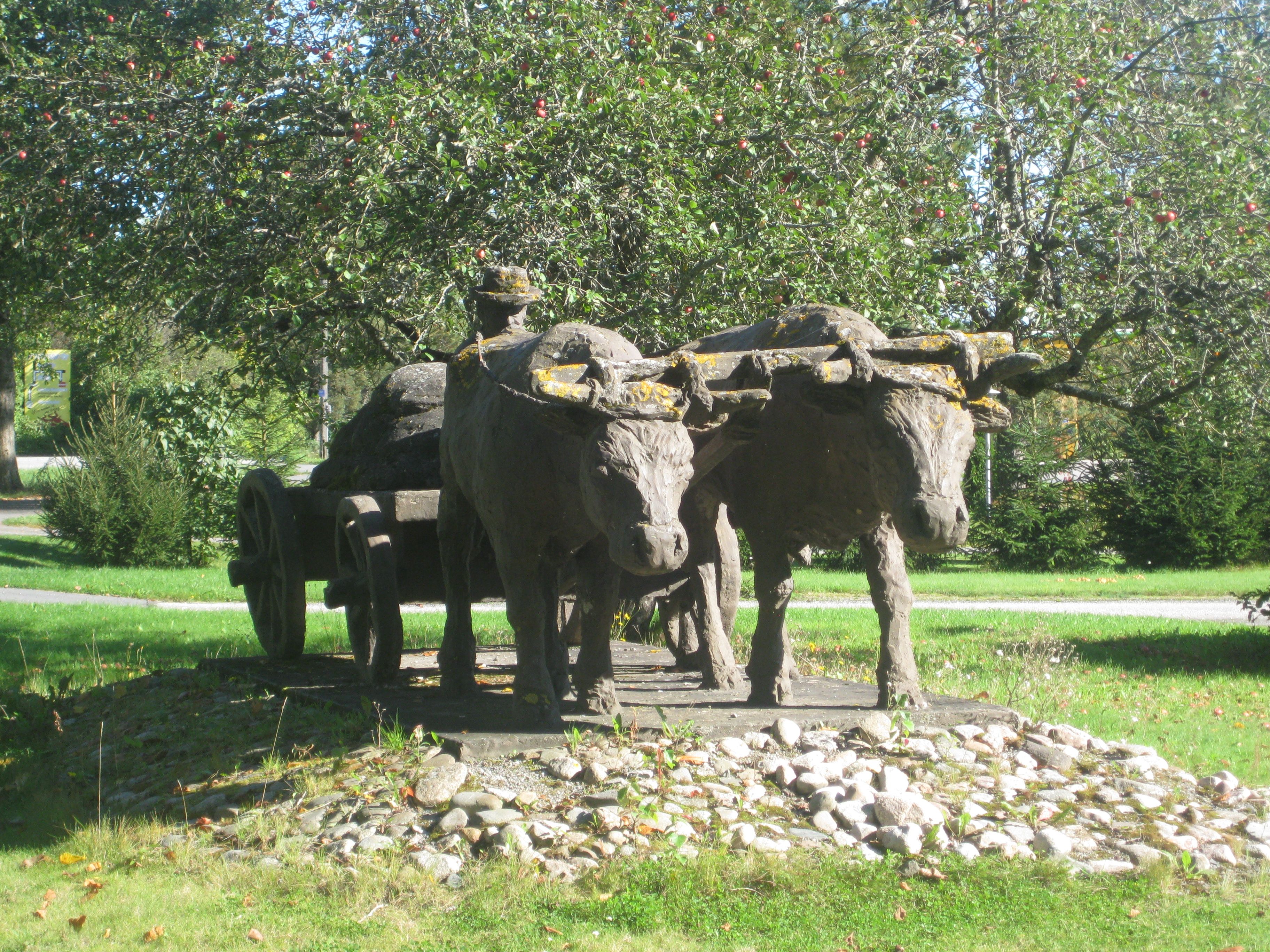
Minnesmärke över Tavastlands oxväg i Sankt Mårtens.

Tavastlands oxväg (finska Hämeen härkätie) eller idag Riksväg 10 mellan Åbo och Tavastehus är en delvis bevarad historisk väg som är utmärkt med särskilda vägmärken.

## Historisk bakgrund
På kartor från svenska tiden kallas Tavastlands oxväg alltid den allmänna vägen från Åbo till Tavastehus. Ett undantag utgör en karta över gränsområdet mellan Egentliga Finland och Tavastland som upptar en Härkä pålkå (Oxstigen). Benämningen Oxvägen förekommer i äldre folkdiktning.

### Vägens sträckning och namn
Från Åbo följer Oxvägen ådalarna vid Aura å, Savijoki och Pemar å till Somero. Så långt går vägen genom tätt befolkade jordbruksområden. Därefter går vägen genom glest befolkade skogstrakter och sankmarker fram till Tavastehus. Vägen var på 1500-talet 162 km lång och att resa mellan städerna tog 4-6 dagar. Vägen förbinder Åbo med bosättningscentra i Lundo, Tarvasjoki, S:t Mårtens, Koskis, Somero, Tammela, Loppis, Rengo samt Tavastehus och Hattula. Vägen har helt ersatts av nydragningar i Åbo, Rengo och Tavastehus, bäst är den bevarad i Tammela.
Ursprunget till vägens namn är obekant men liksom i övriga Europa berättas här att en viss väg har uppkommit genom att ett stort djur har gått upp ett spår i terrängen. Från Somero söderut gick till exempel Älgvägen. Oxar har dock inte använts på vägen eller i övrigt i Tavastland. Enligt en annan förklaring skulle namnet vara en förfinskning av ordet härväg. Den danska Oxvägen kallas också Härvägen. Vägen tjänade efter 1200-talet som en förbindelse mellan Åbo slott, Tavastehus slott och Viborgs slott. En känd vaggvisa som har upptecknats i Hattula har omkvädet ”To, To, Tobaksrulle, hur förstod du att komma hit? Jag kom längs Åbovägen, tavasternas Oxväg”. Sambandet mellan orterna finns med men omnämnandet av tobak gör att versen knappast är äldre än 1600-talet.

### Vägen under förhistorien och medeltiden
Oxvägens förekomst under hednisk tid kan bara påvisas indirekt. Egentliga Tavastland hade handelsförbindelser med utlandet åtminstone under Birkatiden. Förbindelserna till kusten gick längs Kumo älv och de mindre åarna i Nyland men dessa förlorade sin betydelse som transportleder under vikingatiden. Handeln bedrevs då lättast längs vintervägar. En invändning mot att vägen kom till som en följd av Birkahandeln är att långa sträckor av vägen gick genom då helt obebodda trakter. Avsaknaden av alla källor kan inte heller förbigås. Vägen var inte heller som det har sagts en förutsättning för den tidigmedeltida bebyggelsen kring Rengo.
Det svenska rikets förvaltning i Finland förutsatte en vägförbindelse mellan Åbo och Tavastehus slott senast i slutet av 1200-talet. Vägen förbinder flera medeltida centra med varandra, av vilka en del har förlorat sin betydelse. Detta gäller dock inte i Tavastland. Utöver den militära och handelsekonomiska betydelsen fick Oxvägen i mitten av 1400-talet en ny dimension som vallfartsväg. En station på vägen var kyrkan S:t Jakob i Rengo. Vägens ändpunkter markerades av Åbo domkyrka och det Heliga korsets kyrka i Hattula.

### Vägen under nya tiden
Den äldsta beskrivningen av vägen återges i Jakob Teitts Klagomålsregister emot adeln i Finland från 1555-1557. Utöver delavstånd anges också avståndet mellan gästgiverierna. Ännu år 1571 under Nordiska tjugofemårskriget tågade överbefälhavaren i Finland Gustaf Banér med ca 900 ryttare och stora mängder fotfolk längs Oxvägen för att försvara inlandet mot ryska angrepp. Därefter förlorade vägen sin militära betydelse, sin religiösa betydelse hade vägen redan förlorat med reformationen. På 1600-talet kunde därmed vägsträckningen i Tavastland flyttas norrut så att den gick genom torrare marker men blev en aning längre. På 1850-talet flyttades vägen tillbaka nästan till sin ursprungliga sträckning genom den så kallade Rehbinderska uträtningen. År 1938 fick vägen genom en reform av vägnumreringen benämningen riksväg 10. År 1962 ersattes Oxvägen i hela sin sträckning av en uträtad riksväg 10 varefter de bevarade delarna av Oxvägen har förblivit stillsamma lokalvägar.

## Projektet Tavastlands oxväg
År 2000 beslöt kommunerna längs Oxvägen, Vägförvaltningen samt Tavastlands och Egentliga Finlands förbund att inleda ett tvåårigt EU-projekt med syftet att göra Oxvägen till en turistattraktion. Man inledde arbetet med att samla in traditionsmaterial som publicerades. Museiverket har 2009 infogat vägen i förteckningen över Byggda kulturmiljöer av riksintresse. Två avsnitt har av Vägförvaltningen förklarats som museivägar, Vanhalinnavägen i Lundo och Porras-Rengovägen i Rengo. Där finns också ett vägmuseum.